# NGC 4450
NGC 4450 (również PGC 41024 lub UGC 7594) – galaktyka spiralna (Sab), znajdująca się w gwiazdozbiorze Warkocza Bereniki. Została odkryta 14 marca 1784 roku przez Williama Herschela. Należy do Gromady w Pannie.

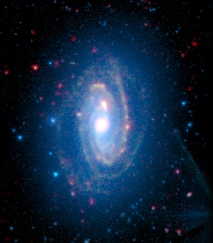
Zdjęcie galaktyki w podczerwieni, wykonane przez Kosmiczny Teleskop Spitzera

Jest to galaktyka z aktywnym jądrem typu LINER.